# ОШ „Јефимија” Обреновац
Основна школа „Јефимија” налази се у Обреновцу и спада у ред млађих школа. Школа носи име по монахињи и супруги Угљеше Мрњанчевића, Јефимији.  

## О школи
Основна школа „Јефимија” основана је 25.05.2004. године одлуком Скупштине града Београда као установа за обављање делатности у области образовања и васпитања. Школа је четврта градска школа на подручју општине Обреновац и налази се између насеља Ројковац и Сава. Већина ученика долази из околних градских насеља, али има ученика и из околних сеоских средина; Забрежја, Кртинске, Уроваца, Младости, Ратара, Барича, Мислођина…
Настава се одвија у пространој згради која располаже са 38 учионица, при чему свака има припремну просторију. За старије разреде, настава је кабинетска.  Школска зграда има фискултурну салу, салу за свечаности, кухињу, велику трпезарију и просторије за продужени боравак (који похађају ученици од 1. до 4. разреда). У згради се налази и стоматолошка амбуланта. Око школе су уређени спортски терени за фудбал и кошарку.
У ближој и даљој околини школе налазе се културне знаменитости и природне погодности које се могу искористити за потребе реализовања појединих облика наставе: близина три реке (Сава, Колубара, Тамнава), градски парк, излетиште Забран, отворени и затворени базени, Дом културе, градска библиотека.
Поред редовне наставе, ученици се могу укључити у бројне секције и остале слободне активности. Подаци о успеху ученика 8. разреда у овој школи показују да су они међу најуспешнијим.
Школа је једна од ретких школа Београда, а једина градска школа општине Обреновац, у којој се редовна настава одвија у једној смени, преподневној, која почиње у 7:30 часова.
Ученици уче два страна језика: енглески, од првог разреда, и немачки, који се учи од петог разреда. Ученици у оквиру изабраног спорта имају могућност да уче и тренирају пливање, рукомет, одбојку, кошарку, бадминтон и стони тенис.
Школа прославља Дан Светог Саве и Дан школе истог дана, односно 27. јануара.